# Невежкино (Тамалинский район)
Невежкино — посёлок Ульяновского сельсовета Тамалинского района Пензенской области. На 1 января 2004 года — 13 хозяйств, 25 жителей.

## География
Посёлок расположен на северо-западе Тамалинского района, на правом берегу реки Сюверни, расстояние до центра сельсовета села Ульяновка — 7,5 км, расстояние до районного центра пгт. Тамала — 23 км.

## История
По исследованиям историка — краеведа Полубоярова М. С., в 1864—1865 годах посёлок упоминался как Невежкинский хутор, Невежкинский Выселок, Гусевка, Хрустали, Хрусталёвка, что связано с фамилиями крестьян, переселившихся из села Невежкино (ныне Белинского района). В 1912 году относился к Обвальской волости Чембарского уезда,
в 1955 году — посёлок в составе Липовского сельсовета Белинского района, в 1966 году передан в Тамалинский район. До 2010 года входил в Каменский сельсовет. Согласно Закону Пензенской области № 1992-ЗПО от 22 декабря 2010 года Каменский сельсовет упразднён, посёлок передан в Ульяновский сельский совет.
В 1950-х годах располагалась бригада колхоза «Путь Ленина».

## Численность населения
| год                | 1864 | 1912      | 1930 | 1951 | 1959 | 1979 | 1989 | 1996 | 2004 |
| ------------------ | ---- | --------- | ---- | ---- | ---- | ---- | ---- | ---- | ---- |
| количество жителей | 124  | около 370 | 147  | 204  | 171  | 92   | 52   | 52   | 25   |

## Улицы
- Нагорная.